# 尚皮尼昂罗什罗
尚皮尼昂罗什罗（法語：Champigny en Rochereau，法語發音：[ʃɑ̃piɲi ɑ̃ ʁɔʃʁo]）是法国维埃纳省的一个市镇，属于普瓦捷区。该市镇于2017年由原市镇尚皮尼勒塞克和勒罗什罗合并而成，行政中心位于尚皮尼勒塞克。

## 地理
尚皮尼昂罗什罗（46°42'58"N, 0°9'20"E）面积33.24 平方千米，位于法国新阿基坦大区维埃纳省，该省份为法国中西部省份，北起曼恩-卢瓦尔省和安德尔-卢瓦尔省，西接德塞夫勒省，南至夏朗德省，东南接上维埃纳省，东临安德尔省。
与尚皮尼昂罗什罗接壤的市镇（或旧市镇、城区）包括：武扎耶、圣马丁拉帕吕、屈翁、弗罗兹、维利耶、马耶、昂贝尔。
尚皮尼昂罗什罗的时区为UTC+01:00、UTC+02:00（夏令时）。

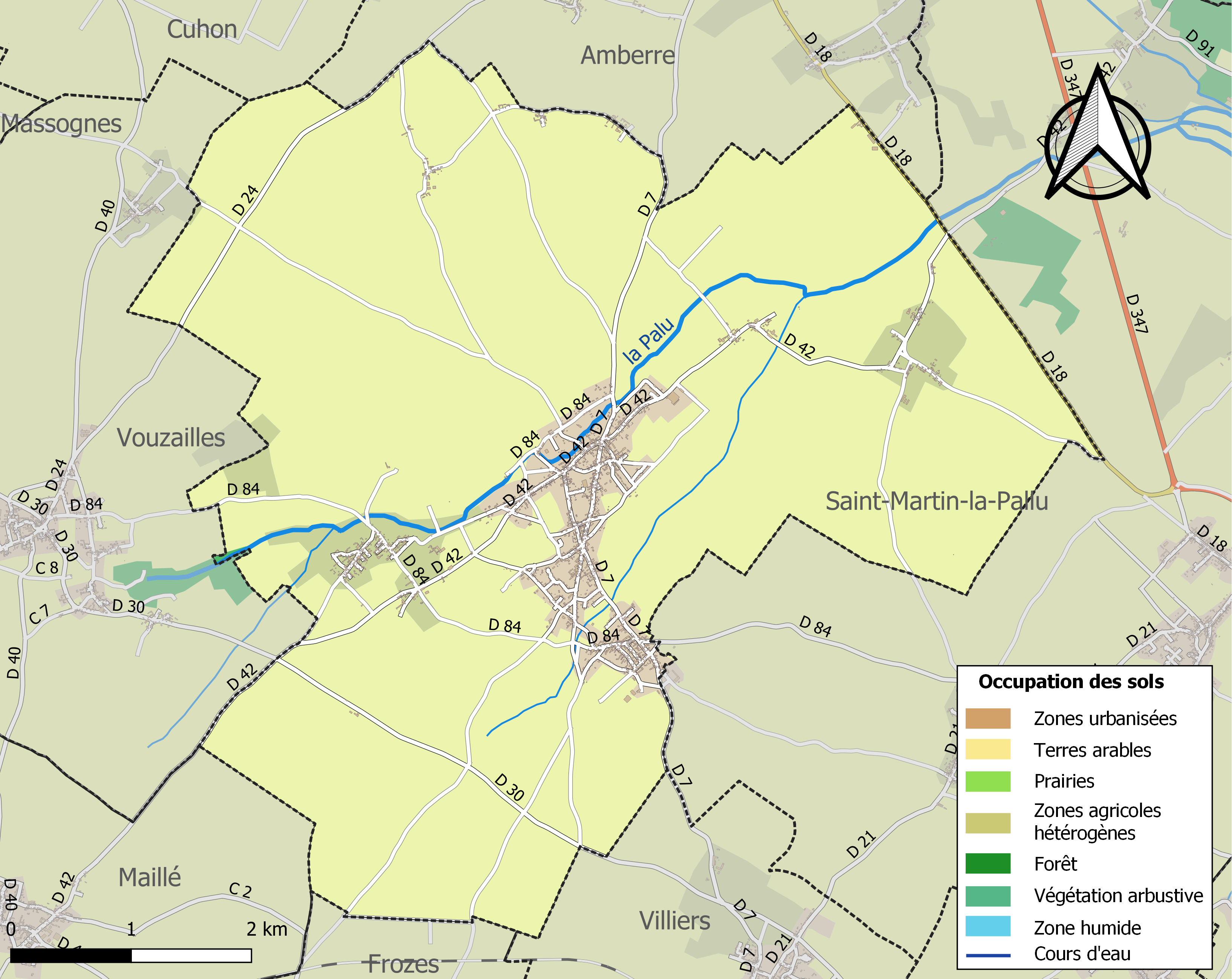
尚皮尼昂罗什罗的OSM定位图

## 行政
尚皮尼昂罗什罗的邮政编码为86170，INSEE市镇编码为86053。

## 政治
尚皮尼昂罗什罗所属的省级选区为米涅-欧桑斯县。

## 人口
尚皮尼昂罗什罗于2022年1月1日时的人口数量为1890人。